# Louise Etzner Jakobsson
Louise Etzner Jakobsson, född 6 juni 1960, är en svensk ryttare i paradressyr som tävlar för Södra Gotlands rid och körklubb. Hon tog två bronsmedaljer vid Paralympiska sommarspelen 2016 i Rio de Janeiro. Hon har deltagit i två paralympiskt spel, ett VM och tre EM. Under Paralympics i Tokyo 2021 vann hon ett silver i kürfinalen.

## Biografi
Louise Etzner Jakobsson jobbade som dressyrtränare när hon 2011 råkade ut för en olycka i stallet. En häst hon skulle leda in i stallet blev skrämd och slungade henne i betonggolvet; hon spräckte skallbenet och fick tre hjärnblödningar. Efter olyckan fick hon nedsatt balans och nedsatt motorik i vänster sida. 
2015 gjorde hon sin första internationella start som paradressyrryttare tillsammans med hästen Zernard; samma år deltog hon i sitt första europamästerskap i Deauville och kom på en åttonde plats i det obligatoriska programmet samt på en femte plats i kür. Vid paralympiska sommarspelen 2016 i Rio tog hon en bronsmedalj i det individuella programmet och en bronsmedalj i kür. Vid europamästerskapet 2017 i Göteborg tog Etzner Jakobsson en bronsmedalj i det individuella programmet och en silvermedalj i kür. Vid Ryttar-VM 2018 i Tryon kom hon på en femte plats i det individuella programmet men strök sig i küren då Zernard hade drabbats av akut fång, som han senare återhämtade sig ifrån. Vid europamästerskapet 2019 i Rotterdam tog Etzner Jakobsson en bronsmedalj i det individuella programmet och en silvermedalj i kür. 
Till  paralympiska sommarspelen 2020 i Tokyo var hon och Zernard kvalificerade, men då spelen sköts upp till 2021 på grund av coronaviruspandemin beslutade Zernards ägare att pensionera valacken under sommaren 2020. Etzner Jakobsson kunde i augusti 2020 hämta hem sin nya häst Goldstrike B.J.; när spelen i Tokyo hölls 2021 red ekipaget till en fjärdeplats i det obligatoriska programmet och vann silver i kürfinalen.

## Hästar
- Goldstrike B.J.[6] 2020– (valack född 2011), mörkbrunt holländskt varmblod (KWPN) e: Dreamcatcher, ue: Jazz,  uppfödare  B. Jelgersma, Nederländerna. Ägare: Louise Etzner Jacobsson och Sofia Ridderstad.[7]
- Zernard 2013–2020 (valack född 2003), fuxfärgat svenskt varmblod e: New Balance u: Zessin, ue: Lester, uppfödare Ann-Christine Larsson & Bengt Ohlsson. Ägare: Katarina Qvarnström[8].